# アナ・リオノウンズ
アナ（アンナ）・ハリエット・リオノウンズ（英語: Anna Harriette Leonowens、出生名: Anna Harriet Emma Edwards、1831年11月5日 - 1915年1月19日）は、アングロ・インディアン、すなわちイギリス領インド帝国生まれのイギリス人紀行作家、教育者、社会運動家。
ラッタナーコーシン王朝（現タイ王国）でラーマ4世の子供たちの教師をしていた経験を描いた『The English Governess at the Siamese Court 』(1870年)に始まり、回顧録の書籍で知られるようになった。リオノウンズについては1944年のマーガレット・ランドンによるベストセラーのフィクション小説『アンナとシャム王』、およびこれを基にした1951年のロジャース&ハマースタインによるヒット・ミュージカル『王様と私』を筆頭とする映画やテレビなどでよく知られている。
リオノウンズはイエメンのアデン、オーストラリア、シンガポール、アメリカ合衆国、カナダを転々とした。カナダではノバスコシア美術デザイン大学の共同創始者となった。

## 生い立ちおよび家族
1829年3月15日、インドのターネーにて、母となるメアリー・グラスコットは工兵炭坑局の下士官で父となるトーマス・エドワーズ軍曹と結婚した。エドワーズはロンドン出身の元箪笥職人であった。父の死後から3か月後の1831年11月5日、インドのアフマドナガル地区にてリオノウンズが生まれた。アナ・ハリエット・エマ・エドワーズと名付けられたが、のちに「Harriet」を「Harriette」とつづりを変え、「エマ」を削除してアナ・ハリエット・エドワーズとなった。
母方の祖父ウィリアム・ヴォードレー・グラスコットはイギリス生まれのボンベイ陸軍第4部隊の士官であった。1810年代、グラスコットはインドに到着し、1815年に結婚したが妻の名は知られていない。伝記作家スーザン・モーガンによると、イギリスの公式記録で判明しているのはグラスコットの妻はヨーロッパ人ではないということだけである。おそらくインド生まれで混血のアングロ・インディアンではないかとされている。リオノウンズの母メアリー・アン・グラスコットは1815年か1816年に生まれている。
成人後、リオノウンズは家族と連絡を取らず、ウェールズのカーナーヴォン出身で姓は「クロフォード」として父は大尉と身分を偽った。これにより混血の子孫であることを隠し、自分の身だけでなく子供たちの身も守ることができると考えたのである。調査によるとカーナーヴォンで生まれたという証拠はなく、リオノウンズが著名な出身者の1人だと考えていたカーナーヴォンの住民はこの調査結果に衝撃を受けた。
1845年4月24日、姉エリザ・ジュリア・エドワーズは15歳の時に、インドのグジャラート州バナースカーンター県のインド陸軍第4砲兵隊ジェイムズ・ミラード曹長と結婚した。1848年、2人には娘エリザ・サラ・ミラードが生まれ、1864年10月7日、グジャラート州スーラト県で38歳のイギリス人でインド海軍所属の公務員エドワード・ジョン・プラットと結婚した。1887年11月23日、ロンドンにてウィリアム・ヘンリー・プラットが生まれ、のちに俳優ボリス・カーロフとして活躍した。リオノウンズは彼の大叔母にあたるが、リオノウンズは姉の結婚に反対であったために家族とは距離を置いていた。数十年後、プラットの親戚がリオノウンズに連絡したが、リオノウンズはこれ以上連絡をよこすなら自殺すると返信した。
未亡人となった母メアリー・エドワーズはのちにアイルランドの工兵隊員パトリック・ドナフーと結婚した。リオノウンズと継父との関係は良好ではなく、のちに姉のようにだいぶ年上の男性との結婚を押し付けようとしたとして訴えた。1847年、ドナフーはアデンの公共事業の補助監督人に配置換えとなった。ほかの家族が同行したのかとどまったのかは定かではない。
リオノウンズは東洋学者ジョージ・パーシー・バッジャーとその妻と共に3年かけてエジプトや中東を巡ったと語っていた。しかし最近の研究によるとこれは作り話とされている。おそらくアナはインドでバッジャーと出会い、旅行についての話を聞いたかリポートを読んだものとされる。

## 結婚、西オーストラリア州、未亡人
1849年末、リオノウンズはインドのプネーにある実家に戻り、継父と母の反対を押し切って幼馴染で文官事務職のトーマス・リオン・オウエンズと結婚した。のちにトーマスは「リオン」と「オウエンズ」を合わせて姓を「リオノウンズ」と名乗るようになった。
1852年、2人は叔父のW・V・グラスコットと共にバークのアリビ号でシンガポールを通りオーストラリアへ航海した。シンガポールからの航海は長く、その間リオノウンズは息子を出産して夫と同じ「トーマス」と名付けた。1853年3月8日、西オーストラリア州の海岸近くでアリビ号はあやうく暗礁に乗り上げるところであった。10日後、リオノウンズ、夫トーマス、息子トーマス、グラスコットはパースに到着した。グラスコットと夫トーマスはすぐに植民地統治の事務職に就いた。1853年終盤、グラスコットはリントン法務局のある狭く遠いリントンで公立食糧倉庫番の職を得た。グラスコットは行政長官ウィリアム・バージェスとしばしば衝突するようになった。3年しないうちにグラスコットはインドに戻って教職に就いたが、1856年に急死した。
リオノウンズはミドルネームの「ハリエット」を使用し、女子校を創立しようとした。1854年3月、息子トーマスが13か月で亡くなり、同年後期娘アヴィス・アニーが生まれた。1855年、夫トーマスはリントンでグラスコットがいた地位に就き、一家はリントンに転居した。リントンでリオノウンズは息子ルイスを出産した。1856年後期、夫トーマスはウィリアム・バージェスのもとで短期間働いた。グラスコット同様、トーマスはバージェスと衝突したが、1857年に施設が閉鎖されるまでなんとか持ちこたえ、パースの食糧倉庫に配置換えとなり、より上の地位に就いた。
1857年4月、リオノウンズ一家は突然オーストラリアを離れ、シンガポールに航海し、その後マレーシアのペナン州に移転し、トーマスはホテル経営者の職を見つけた。1859年5月第1週頃、トーマスは脳卒中で亡くなり、5月7日、ジョージタウンにあるプロテスタント墓地に埋葬された。トーマス没後、リオノウンズは未亡人となり困窮した。4人の子のうち2人は幼少期に亡くなっていたが、残った娘アヴィスと息子ルイスを養うためにリオノウンズは教職に就き、シンガポール在住のイギリス人の子息のための学校を創立した。事業が軌道に乗るまでの間、教育者としての評判を上げていった。

## 王家のガヴァネス

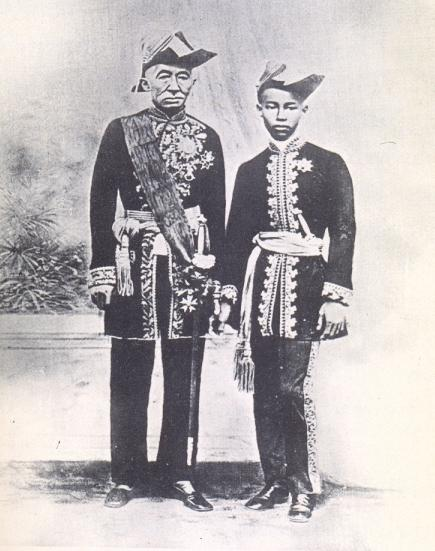
海軍の制服を着用するラーマ4世王と後継のラーマ5世王子

1862年、リオノウンズはシンガポール領事Tan Kim Ching からの依頼でタイの国王であるラーマ4世の妻子へ教育を施すこととなった。ラーマ4世は王妃および側室39名、子82名に、これまでの宣教師の妻ができなかった西洋の現代科学教育を施してもらうことを望んでいた。リオノウンズはアヴィスをイングランドの学校に進学させ、ルイスを伴ってバンコクに向かった。アメリカ人宣教師ダン・ビーチ・ブラッドリーの後継でシャム王国の教師となった。
1867年まで6年近く、最初は教師として、のちに外国語秘書として王国で勤務した。この職は大いに尊敬され、政治的影響力もあったが、リオノウンズは条件も状況も不満であり、王は「非常に難しい女性」と評していた。
1868年、リオノウンズは健康問題のためシャムを離れイングランドへ向かったが、ラーマ4世の病死後、より良い条件でシャム王国に戻れるよう交渉した。ラーマ4世は遺言にリオノウンズとルイスについて言及していたが、2人は遺産を受け取っていない。新たな王朝では15歳のラーマ5世が跡継ぎとなり、リオノウンズにあたたかな感謝の手紙を送った。ラーマ5世はリオノウンズに再び職を与えることはなかったが、長年にわたり友好的に連絡を取り合った。ルイスが27歳の時、シャムに戻り王国騎兵隊大尉に任命された。ラーマ5世は、王朝での土下座のような平伏の廃止など、リオノウンズが進言した改革を検討した。しかしそれらの多くは結局父ラーマ4世の方針とほぼ同じものとなった。

## 執筆業
1869年までにリオノウンズはニューヨークに移住し、短期間スタテンアイランドで女子校を運営し、ボストンの月刊『アトランティック』誌に『The Favorite of the Harem 』などの紀行文を寄せるようになり、『ニューヨーク・タイムズ』紙のレビューには「おそらく実話に基づいた東洋のラブ・ストーリー」と評された。リオノウンズはそれまでの紀行文を『The English Governess at the Siamese Court 』（1870年）（シャム王国のイギリス人ガヴァネス、の意）に始まる2巻分の回顧録に拡大させ、リオノウンズはすぐに有名になったが、それと同時にセンセーションを巻き起こした。リオノウンズの文章は、王室生活に対して批判的であり、常に好意的でなく、王に対してリオノウンズの一方的な目線で誇張されて描かれており、現在でもタイ王国で議論の的となっている。また奴隷に関する論争や、ラーマ4世が27年間僧侶で、その後僧院長となり、そして王位に就いたなど作り話であるとの批判もある。冷酷、エキセントリック、独裁的な王というリオノウンズの視点はラーマ4世の宗教や職の実態とはかけ離れていると考えられている。
リオノウンズはフェミニストであり、Nang Harm や王室ハレムなどシャムの女性の従属的立場に焦点を当てて描いていた。リオノウンズは、ラーマ4世は進歩的統治者ではあったが、後進的な平伏や性的奴隷などの慣習には非常に保守的であったと強調していた。続編の『Romance of the Harem 』（1873年）（ハレムでのロマンス、の意）では、内縁の妻の1人であるタプティムに対する拷問や死刑を含む実証に乏しい王宮でのゴシップを基にした物語が含まれており、批評家らはラーマ4世の実体とはかけ離れているとした。2001年、ひ孫Vudhichalerm Vudhijaya 王女（1934年5月21日生）はインタビューにおいて「ラーマ4世は王位に就くまでの27年間僧侶の頭巾を被っていた。仏教の教えに反する死刑執行などするはずがない」と語った。またタプティムは自身の祖母であり、ラーマ4世の内縁の妻ではなくラーマ5世と正式に結婚していたと語った。ちなみにラーマ5世には妻が36名いた。
アメリカにおいて、リオノウンズは講演が人気となり、なんとか生活費を得ていた。マンハッタンの53番通りにあったシルヴァナス・リード夫人邸、定期講座のアソシエーション・ホール、ロング・アイランド歴史協会などの施設において、リオノウンズは『Christian Missions to Pagan Lands 』（異教の地での宣教、の意）、『The Empire of Siam, and the City of the Veiled Women 』（シャム王およびベールに覆われた女性の街、の意）などの講義を行なっていた。『ニューヨーク・タイムズ』紙は「リオノウンズの目的は特にアジア的女性の運命への関わりなど宣教師としての使命の啓蒙および共感である」と記した。リオノウンズはニューヨークやボストンの文芸サークルに参加し、オリバー・ウェンデル・ホームズ・シニア、ヘンリー・ワズワース・ロングフェロー、『アンクル・トムの小屋』のハリエット・ビーチャー・ストウなど講演活動を行なう地元の識者と知り合った。リオノウンズは『アンクル・トムの小屋』の反奴隷制のメッセージをシャム王室に持ち込んでいた。リオノウンズはラーマ5世はこの本の影響で1868年からシャムの奴隷制を見直したと語っており、1915年に奴隷制は完全に廃止された。一方ルイスは1874年までにアメリカで借金がかさみ、逃亡していた。ルイスは母と疎遠になり、19年間会うことはなかった。

## カナダ
娘のアヴィス・アニー・クロフォード・コニービアは世界中で旅を続けつつノバスコシア州ハリファックスに19年間住み続け、1878年、スコットランド人銀行家でスコシアバンク総支配人トーマス・ファイシュと結婚した。この結婚により一家の経済危機を脱することができた。
リオノウンズは教職を再開し、1880年10月5日からニューヨークのマディソン街252番地のバークリー・スクールで毎日9時から昼12時まで教鞭をとった。科学に力を入れた新たな進学校で、リオノウンズは広告塔となった。アレクサンドル2世暗殺直後の1881年、リオノウンズはロシアやヨーロッパの国々を訪れ、紀行文や書籍を発表し続けた。
ハリファックスに居を構え、再度女子の教育に関わり始め、婦人参政権論者となりハリファックス婦人地方議会およびノバスコシア美術デザイン大学の創立者の1人となった。19年後、ケベック州モントリオールに転居した。
息子ルイスはシャムに戻り、王国騎兵隊に入った。ルイスはバンコクのイギリス領事サー・トーマス・ジョージ・ノックス（1824年–1887年）とタイ人妻Prang Yen の娘キャロライン・ノックスと結婚した。ラーマ5世の支援のもと、ルイスは自身の名を冠した貿易会社ルイス・T・リオノウンズ株式会社を創立して成功をおさめ、同社は現在もタイで事業を継続している。
1897年、ラーマ5世はロンドンを訪れリオノウンズと30年ぶりに再会した。ラーマ5世はリオノウンズに直接感謝を伝えると共に、書籍に関しては遺憾の意を伝えた。
1915年1月19日、リオノウンズは83歳で亡くなった。モントリオールにあるマウント・ロイヤル墓地に埋葬されている。

## 映画およびミュージカルへの登場
マーガレット・ランドンのフィクション小説『アンナとシャム王』（1944年）においてリオノウンズの王家での様子が反奴隷制度をテーマに描かれ、アメリカの読者の反響を得た。
1946年、タルボット・ジェニングスとサリー・ベンソンは映画『アンナとシャム王』の脚本を執筆し、アイリーン・ダンとレックス・ハリソンが主演した。1848年、タイの作家セーニー・プラーモートとククリット・プラーモートの兄弟はこの映画を鑑賞してアメリカの政治家で外交官のアボット・ロウ・モファ（1901年–1996年）に感想を送り、1961年、モファの『Mongkut, the King of Siam 』（シャム王ラーマ4世、の意）に引用された。1961年、モファはアメリカ議会図書館にプラーモート兄弟の写本を寄付した。
ランドンは「19世紀半ばのヴィクトリア朝の風変わりな女性旅行者」というリオノウンズのイメージを作り上げた。1951年、ロジャース&ハマースタインによりヒット・ミュージカル『王様と私』が製作され、ガートルード・ローレンスとユル・ブリンナーが主演し、ブロードウェイで1,246回上演され、ロンドンやツアー公演でもヒットした。1956年、映画『王様と私』でデボラ・カーがリオノウンズ役を演じ、ブリンナーが王様役を再演した。1985年にブリンナーが再演するなど何度も再演されており、舞台好きの観客のお気に入りの作品の1つとなっている。
王様がポルカを踊る独裁者としてユーモラスに描かれ、アンナと互いに惹かれ合うなど、タイ王国では無礼であるとの非難が起こり、ロジャース&ハマースタインによるミュージカルおよび映画『王様と私』は政府により禁止された。1946年のレックス・ハリソンがシャム王役を演じた映画『アンナとシャム王』はタイ王国で公開された。しかしイギリスから独立したばかりのインドでは西洋人に侮辱される東洋の王像は許容できないとして禁止されていた。1950年、タイ政府は改めてこの映画の上映を禁じた。ただし書籍の『Romance in the Harem 』、『An English Governess at the Siamese Court 』は禁じられていない。これら2冊はタイ王国の『Humorist 』の作家Ob Chaivasu により翻訳された。
1960年、ラーマ4世のひ孫ラーマ9世がアメリカを訪れた際、側近はミュージカルのレビューを集めたがラーマ4世の描き方は「90%誇張である。曾祖父はとても穏やかで素晴らしい人だった」と語った。1985年、ラーマ9世の妻シリキットがニューヨークを訪れた際、ブリンナーの招待によりブロードウェイにてミュージカル『王様と私』を観劇した。当時の在米タイ大使は作品が受け入れられない理由はほかにもあるとして「エスノセントリズムでシャムという国が子供じみているという侮辱が見え隠れしており、西洋より低く見られている」と語った。
1972年、20世紀フォックスはCBSでミュージカルでないテレビ・ドラマ『Anna and the King 』を製作し、サマンサ・エッガーがリオノウンズ役に配役され、ブリンナーが王様役を再演した。ランドンは自身の作品を「不正確で支離滅裂な描写」にされたとして著作権侵害で製作側を訴えた。この連続ドラマはヒットせず、13回で打ち切りとなった。1999年、ワーナー・ブラザース・アニメーションからミュージカルの曲を使用したアニメ映画『王様と私』が公開された。同年、リオノウンズの複数の書籍から映画化したジョディ・フォスターとチョウ・ユンファ主演の『アンナと王様』が公開された。あるタイの批評家は映画製作者はラーマ4世をカウボーイのように描いていると批判しており、この映画もタイでは禁止されている。
ポール・マーロウの小説『Knights of the Sea 』においてリオノウンズが登場しており、1887年の補欠選挙での女性参政権運動でハリファックスからバデックに向かう女性として描かれている。